# José María Quesada y Bardalonga
José María Quesada y Bardalonga (Villa de la Real Isla de León, 25 de enero de 1798 - Cádiz, 3 de noviembre de 1867) fue un marino y político español, ministro de Marina durante el reinado de Isabel II.
Hijo de un oficial del Ministerio de Marina de España, en 1811 obtuvo plaza de guardiamarina. Al año siguiente fue destinado a la fragata Esmeralda y en 1813 ascendió a alférez de fragata. En 1815 se embarcó en el San Pedro de Alcántara y participó en la expedición que levantó el bloqueo anglo-francés del Río de la Plata. En 1816 ascendió a alférez de navío y en mayo de 1823 a teniente de navío. Tras la llegada de los Cien Mil Hijos de San Luis y el final del Trienio Liberal, fue expulsado de la Armada. Emigró a los Estados Unidos, donde estudió el diseño de los barcos impulsados por hélice. Volvió a España en 1837 recuperando todos sus cargos y se integró a los astilleros civiles de Palamós, donde se dedicó a la construcción de fragatas mercantes y a hacer viajes comerciales a Filipinas y Asia Oriental. Tras ascender en 1838 a capitán de fragata, en 1847 fue nombrado capitán de navío.
Entre el 6 de octubre de 1849 y 8 de marzo de 1852 realizó con la fragata Ferrolana un viaje de circunnavegación que salió desde Cádiz con rumbo al cabo de Buena Esperanza, para pasar hacia el océano Índico con rumbo a Manila, Macao, Hong Kong, Zamboanga, Batavia, Singapur, Calcuta, Sídney, Perth, El Callao, Guayaquil, Valparaíso, Montevideo y finalmente de vuelta a Cádiz. A su retorno en 1852 fue condecorado con la gran cruz de la Orden de Isabel la Católica y le concedieron la Comandancia del Arsenal de la Carraca. En 1854 dejó el cargo por motivos de salud, pero en 1855 fue ascendido a jefe de escuadra.
En enero de 1858, Francisco Javier de Istúriz lo nombró ministro de Marina. Preocupado por la poca atención que el Gobierno prestaba a las colonias, envió 2000 soldados a Fernando Poo y a las guarniciones de Indochina. Tras la caída de Istúriz, Leopoldo O'Donnell lo mantuvo en su cargo, pero por intrigas políticas dimitió en el mes de noviembre. Fue nombrado senador vitalicio, pero no tomó posesión del cargo y marchó a Cádiz. En 1866 pidió la baja en el ejército por motivos de salud, y murió al año siguiente.